# Janusz Andrzejczak
Janusz Andrzejczak (ur. 11 stycznia 1956 w Toruniu) – polski pisarz, malarz i pedagog.

## Życiorys
Po ukończeniu szkoły podstawowej podjął naukę w szkole leśnej, której nie ukończył. Został potem absolwentem technikum. Pracował następnie jako mistrz budowlany, robotnik w wykopach, dekorator wystaw sklepowych oraz dyrektor Gminnego Ośrodka Kultury. Ukończył studia na Uniwersytecie Mikołaja Kopernika w Toruniu, po czym przez rok pracował jako nauczyciel w okolicach Gorzowa Wielkopolskiego, a następnie przez blisko 20 lat w okolicach Torunia. Później został wychowawcą w internacie toruńskiego liceum.
Jest autorem wierszy, opowiadań, esejów, a także form prozatorskich. Główna tematyka jego dzieł to przyroda i człowiek (ukazanie jego samotności i nieprzystawalności do współczesnego świata). Swój pierwszy tomik poezji Takijeden wydał z inspiracji Jana Leończuka. W 2011 miał miejsce jego autorski występ w Książnicy Podlaskiej, a w 2013 Anna Polony i Andrzej Mrowiec zaprezentowali jego wiersze w Krakowskim Salonie Poezji w ramach Salonu Rekomendacji Mistrzowskich Anny Dymnej. Występował także w toruńskim ratuszu wraz z Leszkiem Długoszem. W 2013 zainicjował cykliczną toruńską Rynnę Poetycką, wzorowaną na zainicjowanej przez Leszka Długosza (od którego Janusz Andrzejczak otrzymał zgodę) krakowskiej Rynnie Poetyckiej (w której działalność angażowała się m.in. Wisława Szymborska). Publikował w prasie krajowej oraz polonijnej. Należy do warszawskiego oddziału Stowarzyszenia Pisarzy Polskich. Wydał kilka autorskich publikacji książkowych. Recenzje jego twórczości wydali m.in. Elżbieta Morawiec, Przemysław Dakowicz, Wojciech Wencel, Alicja Patey-Grabowska czy Jarosław Ławski.
Zajmował się również malowaniem. Miał autorskie wystawy obrazów i grafiki w Polsce i za granicą. Malował farbami olejnymi na płótnach o różnej fakturze. Zajmuje się grafiką o tematyce przyrodniczej.

## Publikacje
Jego autorskie publikacje książkowe to:
- Takijeden (tomik poezji, 2011), Książnica Podlaska, Białystok
- Łagodnia (tomik poezji, 2012), Wydawnictwo Arcana, Kraków
- Ulotnia (tomik poezji, 2013), Wydawnictwo Adam Marszałek, Toruń
- Przedziwnia. Ballada o Genku[2] (2015), Wydawnictwo Adam Marszałek, Toruń
- Powłóczystość. Drogami, bezdrożami Podlasia (2017), Książnica Podlaska, Białystok
- Tajemnia[3] (tomik poezji, 2021), Instytut Literatury, Kraków
- Wędrownia[4] (tom poezji, 2022), Wydawnictwo Test, Lublin

Publikuje także cyklicznie w kwartalniku SPP „Podgląd”, jak również m.in. w pismach „Arcana”, „Okolica Poetów”, „Almanach Prowincjonalny”, „Epea” i wielu innych.

## Dzieła malarskie
Malowany olejem portret św. Jana Pawła II jego autorstwa znajdował się w toruńskim kościele garnizonowym pw. św. Katarzyny. Jego inne olejne obrazy (Panorama Torunia, autorski portret Jana Pawła II oraz portret bł. Stefana Wincentego Frelichowskiego) wyeksponowane są w toruńskich szkołach. Jego dzieła znajdują się głównie w prywatnych kolekcjach, na różnych kontynentach. Jest także autorem ilustracji w swoich książkach.

## Nagrody i wyróżnienia
- Nagroda Kapituły Symbolicznych Nagród Ryszarda Milczewskiego-Bruno w dziale poezji „Duże Piwo Grzane z Łyżką” (2012)
- Nagroda główna w VIII Ogólnopolskim Konkursie Literackim „Las – moja miłość” (Białowieża 2013)
- Wyróżnienie w XXVIII Ogólnopolskim Konkursie Poetyckim „O Herb Grodu Miasta Chrzanowa” (2014)
- Wyróżnienie w IX Ogólnopolskim Konkursie Jednego Wiersza im. Wiktora Gomulickiego o Laur Błękitnej Narwi (2014)

Za książkę Powłóczystość. Drogami, bezdrożami Podlasia był nominowany do Nagrody Literackiej Prezydenta Miasta Białegostoku im. Wiesława Kazaneckiego za 2017 rok.